# Регіональний історико-краєзнавчий музей Гуцульщини
Істо́рико-краєзна́вчий музе́й Гуцу́льщини — краєзнавчий музей у смт Верховина Верховинського району Івано-Франківської області.

## Історія
Втілював ідею створення регіонального краєзнавчого музею Гуцульщини в Жаб'є-Ільцях (нині Верховина) війт, депутат Польського сейму, суспільно-політичний діяч, етнограф-фольклорист, самобутній письменник Петро Шекерик-Доників.
У лютому 1934 року засновано Комітет будівництва цього музею. За його задумом, музей мав стати базою для наукових досліджень Гуцульщини та Східних Карпат загалом. Земельна ділянка під музей обійшлася в 13 000 злотих. Будівництво розпочалося на початку 1936 року. Фінансово допомагали польські інституції.
Відкриття будинку відбулося 18 лютого 1938 року. В структурі будівлі було вісім кімнат для науковців, кухня, ванна, пральня, двокімнатна метеорологічна вежа, кілька виставкових залів, а також лекційно-театральний зал зі сценою.

## Опис
Основні напрями музею: поповнення фондів, науково-видавнича та екскурсійно-пошукова діяльність, дослідження і популяризація матеріальних і духовних пам'яток гуцулів.
Музей складався з відділів:
- природничого, що охоплював збірки геологічні та мінералогічні, ботанічні, зоологічні;
- етнографічного, в якому було представлено сільськогосподарські знаряддя, домашній посуд, різьблені скрині, керамічні вироби, образи, мальовані на склі, кахлі, різьбу по дереву, писанки тощо.

У музеї працювала бібліотека, в якій нараховувалось 1000 томів.
Одночасно з регіональним краєзнавчим музеєм будували комплекс для цілорічного обслуговування метеорологічної обсерваторії, турбазу та приміщення для допоміжних служб.
Розробляли й фінансували будівництво Польща, Англія і Франція.
Вчені проводили астрономічні дослідження. Багатий матеріал вони публікували у наукових працях. Архіви після 1939 року не збереглися. Початок Другої світової війни перервав спостереження. Частково їх відновили в 1940 і 1941 роках київські астрономи.
З приходом радянської влади в будинку музею розмістилися прикордонники. Після війни будинок підпалили, а стіни потім розібрали.
Згодом музей відновили. 31 грудня 2004 року урочисто відкрили першу експозицію. 9 лютого 2007 року музей став філіалом обласного краєзнавчого музею. На сьогодні відкрито п'ять виставкових залів. Експозиція знайомить відвідувачів з природою, історією, культурою, побутом і мистецтвом Гуцульщини, а також з діяльністю гуцульських товариств та інших культурологічних організацій.